# Stjälkspröding
Stjälkspröding (Psathyrella typhae) är en svampart som först beskrevs av Károly Kalchbrenner, och fick sitt nu gällande namn av A. Pearson & Dennis 1948. Stjälkspröding ingår i släktet Psathyrella och familjen Psathyrellaceae.  Arten är reproducerande i Sverige. Inga underarter finns listade i Catalogue of Life.